# 奧胡斯隕石
奧胡斯隕石是一顆H球粒隕石，它於1951年10月2日墜落於丹麥的第二大城奧胡斯。

## 分類
它是一顆H球粒隕石並且在岩石學分類上是第六型，所以它被分類在H6群。